# Konstruktionsdepartement im Reichsmarineamt
Das Reichsmarineamt (RMA) wurde mit Allerhöchster Kabinettsorder vom 30. März 1889 eingerichtet und hierin anfangs bis 1894 ein Aufgabenbereich für die Planung und Konstruktion von Schiffen als Konstruktionsbüro eingerichtet. Dieser Aufgabenbereich wurde direkt der Admiralität unterstellt und wurde durch den ab 1880 verantwortlichen Konstrukteur der Kaiserlichen Marine, Admiralitätsrat Alfred Dietrich, ausgefüllt.

## Allgemeines
Mit kaiserlicher Genehmigung vom 1. April 1894 wurde im Marinedepartement (A) des Reichsmarineamtes die Konstruktionsabteilung eingerichtet, welche Alfred Dietrich bis 1898 führte. Im November 1895 wurde die Konstruktionsabteilung aus dem Marinedepartement herausgelöst und direkt dem Staatssekretär des Reichsmarineamtes unterstellt. Die Konstruktionsabteilung erhielt das Kürzel „K“. Zu diesem Zeitpunkt war folgende personelle Ausstattung unter einem Admiralitätsrat als Leitung gegeben:
- Admiralitätsrat
- Marine-Oberbaurat
- zwei Marine-Bauräte
- zwei Maschinenbauinspektoren
- drei Marine-Schiffsbaumeister
- Maschinenbaumeister

Mit der Neubesetzung der Vorstandsstelle 1900 wechselte die Konstruktionsabteilung unter das Technische Departement, ab 1905 Werftdepartement (B), und wurde personell ausgebaut. Im darauffolgenden Jahr wurde die Konstruktionsabteilung wieder wie vormals eigenständig.
Ab dem 3. April 1905 wurde die Konstruktionsabteilung dann eigenständiges Konstruktionsdepartement (K). Die Sektionen K I und K II wurden dafür zu Abteilungen ausgebaut. Später wurden in den Abteilungen Sektionen eingerichtet und die Dezernate wurden diesen Sektionen zugeordnet.
Am 6. November 1918 schied der Direktor des Konstruktionsdepartements, Vizeadmiral Schrader, aus und eine Neubesetzung fand nicht statt. Am 15. Juni 1919 wurde das Reichsmarineamt in die Admiralität überführt. Die Arbeiten des ehemaligen Konstruktionsdepartements ging anscheinend weiter.

## Aufgaben
Die Aufgabe des ursprünglichen Konstruktionsbüros war die Konstruktion und der Bau, einschließlich der Armierung und Ausrüstung, von Schiffen, Fahrzeugen und Booten. Die erstellten Konstruktionsunterlagen mussten dem Oberkommando der Marine zur Begutachtung vorgelegt werden, wobei u. a. der Schriftverkehr über das Marinedepartement (A) erfolgen musste.
Mit der Entwicklung der Kaiser-Klasse war eine größere Eigenständigkeit und bessere Ausstattung des Bereiches erforderlich, sodass 1894 eine Konstruktionsabteilung im Marinedepartement entstand.
Mit der Entwicklung zu den Dreadnoughts und der Nassau-Klasse, erfolgte unter dem neuen Direktor Rollmann eine erneute Änderung und Aufwertung der Abteilung.
Nach der offiziellen Auflösung des Konstruktionsdepartements im Juni 1919 bestand die Aufgabe des ehemaligen Personals in der Abwicklung und Verwertung von Bauvorhaben und Baumaterials.

## Vorstände bzw. Direktoren
- Wirklicher Geheimer Admiralitätsrat Alfred Dietrich: von 1894 bis 1898
- 1899 unbesetzt
- Kapitän zur See/Konteradmiral/Vizeadmiral Rudolf von Eickstedt: von 1900 bis 1907
- Konteradmiral/Vizeadmiral Max Rollmann: von 1907 bis 1913
- Konteradmiral/Vizeadmiral Friedrich Schrader: von 1913 bis September 1918
- Konteradmiral Gottfried von Dalwigk zu Lichtenfels: von September 1918 bis Kriegsende

## Gliederung
1900
- Sektion für Schiffbau (K I)
  - Dezernat K Ia
  - Dezernat K Ib
  - Dezernat K Id
- Sektion für Maschinenbau (K II)
  - Dezernat K IIa
  - Dezernat K IIb
  - Dezernat K IIc
  - Dezernat K IId
- Dezernat K III
- Dezernat K IV

Ab 1901
- Sektion für Schiffbau (K I), ab 1907 Abteilung für Schiffbau (K I)
  - Dezernat K Ia
  - Dezernat K Ib
  - Dezernat K Ic
  - Dezernat K Id
  - Dezernat K Ie, ab 1907
  - Plankammer, ab 1907
- Sektion für Maschinenbau (K II), ab 1907 Abteilung für Maschinenbau (K II)
  - Dezernat K IIa
  - Dezernat K IIb
  - Dezernat K IIc
  - Dezernat K IId
  - Dezernat K IIe, ab 1902
  - Plankammer, ab 1907
- Dezernat K III
- Dezernat K IV
- Geheimregistratur K

Erster Weltkrieg
- Abteilung für Schiffsangelegenheiten (K I), bereits ab April 1895 als Unterabteilung eingerichtet
  - Sektion für Entwürfe (K IE)
    - Entwürfe von Linienschiffen (K Ia)
    - Entwürfe von Großen Kreuzern (K Ib)
    - Entwürfe von Kleinen Kreuzern und Kanonenbooten (K Ic)

  - Sektion für Bauausführung (K IB)
    - Bauausführung von Linienschiffen (K Id)
    - Bauausführung von Großen Kreuzern (K Ie)
    - Bauausführung von Kleinen Kreuzern und Kanonenbooten (K If), ab 1910

  - Sektion für allgemeine Angelegenheiten (K IA)
    - Festigkeitsfragen, Materialentwicklung, Schieß- und Sprengversuche (K Ig)
    - Allgemeine Baubestimmungen und Bau von Sonderschiffen (K Ih)
    - Schleppversuche (K Ii)
    - Sonstige allgemeine wissenschaftliche und Versuchsangelegenheiten (K Ik), ab 1912
- Abteilung für Maschinenbauangelegenheiten (K II), bereits ab April 1895 als Unterabteilung eingerichtet
  - Entwürfe aller Neubauten, Normalien (K IIa)
  - Sektion für Bauausführung (K IIA)
    - Bauausführung der Maschinenanlagen von Linienschiffen (K IIb)
    - Bauausführung der Maschinenanlagen von Kreuzern (K IIc)
    - Verbrennungsmotoren (K IId)
    - Materialvorschriften, Lieferantenlisten, allgemeine Patentangelegenheiten (K IIe)

  - Sektion für Elektrotechnik (K IIE)
    - Entwürfe für Neubauten, Normalien (K IIf), ab 1914
    - Starkstromanlagen (K IIg), ab 1914
    - Schwachstromanlagen (K IIh), ab 1914
- Probefahrts- und militärische Bauangelegenheiten (K III)
- Vergebung der Schiffsneubauten und des Panzermaterials (K IVa), ab 1911
- Abwicklung der Schiffsneubauverträge, allgemeine Verwaltungsangelegenheiten des Departements (K IVb), ab 1911

## Bekannte Personen (Auswahl)
- Marine-Baurat Hans Bürkner: von 1905 bis 1913 in der Abteilung für Schiffsbauangelegenheiten (K I), dann Vorstand der Abteilung für Schiffsbauangelegenheiten (K I), später stellvertretender Direktor des Konstruktionsdepartements
- Wirklicher Geheimer Oberbaurat Rudolf Veith: von 1907 bis 1917 Vorstand der Abteilung für Maschinenbauangelegenheiten (K II)
- Geheimer Oberbaurat Hermann Hüllmann: ab 1906 vertretungsweise, dann ab 1907 bis 1913 wirklicher Vorstand der Abteilung für Schiffsbauangelegenheiten (K I)
- Marine-Oberbaurat August Müller: von 1909 bis 1914 bei der Bauausführung von Linienschiffen (K Id)